# حلقه افتخار اس‌اس
حلقهٔ افتخار اِس‌اِس (به آلمانی: SS-Ehrenring) یک جایزهٔ ابداعی بود که توسط هاینریش هیملر طراحی شده بود. این جایزهٔ غیردولتی، عمدتاً به پاس خدمات، به اعضای گروهان اس‌اس در آلمان نازی داده می‌شد.

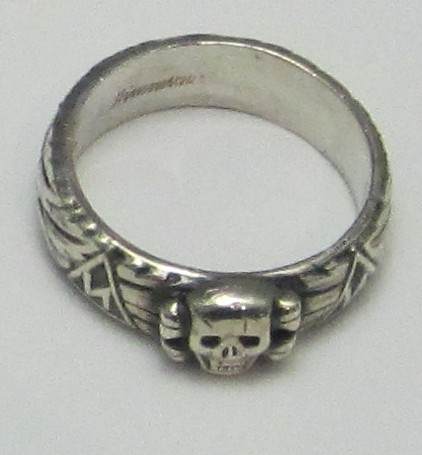
حلقهٔ افتخار اِس‌اِس که با نمادهای مختلفی چون جمجه تزئین شده بود

## تاریخچه

شمایل کلی طرح حلقهٔ افتخار اِس‌اِس

در ابتدا این حلقه به اعضای ارشد گارد محافظتی اس‌اس داده می‌شد. در پشت این انگشتر، نام گیرنده، تاریخ اعطای جایزه و امضای هیملر حک شده بود. این حلقه هیچ‌گاه قابل فروش یا معاوضه نبود و پس از بازنشستگی باید به دولت پس داده می‌شد. رفته‌رفته تقاضای داشتن این انگشتر در بین مردم عادی نیز افزایش یافت، تا حدی‌که از بالا دستور آمد که اعضا از دست کردن نسخهٔ اصلی خودداری کنند و حلقه‌های جعلی را به‌دست خود بگذارند. درنهایت در اکتبر ۱۹۴۴، به دستور هیملر، روند تولید این حلقه‌ها متوقف شد و باقی‌ماندهٔ این جوایز نیز به خاک سپرده شد.

## طراحی

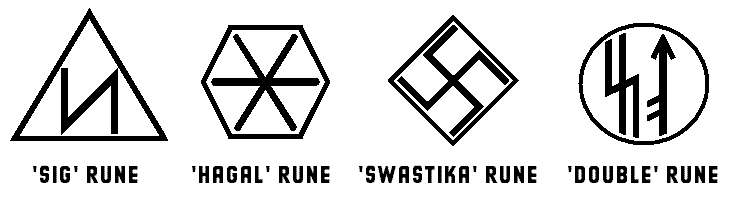
طرح‌های رمزی حلقه به‌طور جداگانه

طراحی این حلقه با خود هیملر بود. هیملر بنا به علاقه خود به عرفان و باطنی‌گرایی ژرمنی و نماد اسکلت دست به طراحی این جایزهٔ زد. به جز اسکلت، نمادهای به کار رفته در این حلقه چنین بودند:
- دو نماد اِس مانند که در یک مثلث محدود شده‌اند. این شکل نمادی بود از تسخیر خورشید یا قدرت انرژی.
- نماد رمزی «هاگال» که چند خط متقاطع در یک چندضلعی محدود شده بودند. در تفسیر این نماد نیز گفته‌اند که این نمادی است از رفاقت و ایمان یا محصور و کنترل کردن جهان.
- نماد سواستیکا که در یک مربع قرار گرفته‌است.
- دو نماد رمزی با حروف رمزی ژرمنی که درون یک دایره محصور شده‌اند.
- برگ‌های تزئینی بلوط